# Išči vetra...
Išči vetra... (Ищи ветра…) è un film del 1978 diretto da Vladimir Ljubomudrov.

## Trama
Il direttore della scuderia con sua figlia e il suo fidanzato stanno cercando di evitare una guerra civile nelle steppe degli Urali. Ma nonostante i loro sforzi, la guerra scoppia comunque.